# Angus & Julia Stone
Angus & Julia Stone är en australiensisk syskon-duo från Newport i Australien. Bandet bildades 2005 och har sedan dess släppt sex EP-skivor, två album samt ett samlingsalbum. De debuterade med EP:n Chocolates and Cigarettes som släpptes i augusti 2006. I februari året därpå släppte de sin andra EP Heart Full of Wine. Dessa släpptes båda genom EMI Music i Australien och som en samlad dubbel-EP genom Independiente Records i Storbritannien.
Den 8 september 2007 kom debutalbumet A Book Like This som även det utgavs av EMI Music. Albumet sålde Platina Plus (100 000) och släpptes 8 mars 2008 i Europa genom Flock Music. Albumet kom även till USA 3 mars 2009 genom Nettwerk, då med en alternerad låtlista.
Mellan Europa- och Amerikasläppet av A Book Like This gav Angus även ut sin första soloskiva under namnet Lady of the Sunshine. Albumet Smoking Gun fick bra kritik efter sitt släpp i mars 2009, och kom senare även till Itunes i april 2009.
Det andra albumet, Down the Way, producerade bandet själva och utgav internationellt i mars 2010. Bandet har sedan sin start rest mycket runt om i världen, och därför valde de att spela in skivan på flera olika ställen, bland dessa en studio i Brooklyn, Coolangatta, Queensland och i Queens i New York.
Albumet sålde trippel platina i Australien och blev där den mest sålda skivan av en australiensisk artist under hela 2010. Albumet nådde även en fjärdeplats på franska Itunes Store efter att bandet spelat på den franska TV-showen Taratata och har sedan dess sålt platina även i Frankrike, genom skivbolaget Discograph. Duon vann ARIA Single of the Year på 2010 års Australian Record Industry Awards (ARIA). De placerade sig även på första plats i Triple J Hottest 100 med låten Big Jet Plan 2011.